# ماریانسکه رادتشیتسه
ماریانسکه رادتشیتسه (به چکی: Mariánské Radčice) یک منطقهٔ مسکونی در جمهوری چک است که در ناحیه موست واقع شده‌است. ماریانسکه رادتشیتسه ۱۲٫۴۹ کیلومتر مربع مساحت و ۴۳۶ نفر جمعیت دارد و ۲۵۸ متر بالاتر از سطح دریا واقع شده‌است.